# Austrothaumalea sinuosa
Austrothaumalea sinuosa är en tvåvingeart som beskrevs av Günther Theischinger 1986. Austrothaumalea sinuosa ingår i släktet Austrothaumalea och familjen mätarmyggor. Inga underarter finns listade.